# Luftmodstandskoefficient
Luftmodstandskoefficient, også kendt som Cw-værdi (eller som cx eller cd), er et mål for, hvor godt et objekt skærer gennem luften uden at skabe for meget modstand. Det bruges ofte til at vurdere aerodynamikken i køretøjer som biler, fly og cykler.
Jo lavere luftmodstandskoefficienten er, desto mere aerodynamisk er objektet. Dette betyder, at det kan bevæge sig lettere gennem luften og kræver derfor mindre energi for at opretholde en given hastighed.
Luftmodstandskoefficienten afhænger af formen og overfladen af objektet. Generelt set har strømlinede former med glatte overflader lavere luftmodstandskoefficienter end mere kantede eller ujævne former.
Luftmodstandskoefficienten kan beregnes ved hjælp af aerodynamiske tests og simuleringer. Den kan også måles direkte i vindtunneller eller ved hjælp af strømningsmåleinstrumenter.
Ved at reducere luftmodstandskoefficienten kan man opnå bedre brændstofeffektivitet og øget hastighed i køretøjer. Derfor er det vigtigt for producenter at designe og optimere deres køretøjers aerodynamik for at minimere luftmodstanden.